# Mère Courage et ses enfants (film)
Pour les articles homonymes, voir Mère Courage et ses enfants et Mère Courage (film).
Pour plus de détails, voir Fiche technique et Distribution.
Mère Courage et ses enfants (Mutter Courage und ihre Kinder) est un film produit par la société de production est-allemande DEFA, issu de la pièce de théâtre Mère Courage et ses enfants de Bertold Brecht. Le film est réalisé entre 1959 et 1961 par Manfred Wekwerth et Peter Palitzsch avec le Berliner Ensemble et Erich Engel, avec Helene Weigel dans le rôle-titre. Le film, réalisé en République démocratique allemande (RDA), a reçu un prix au Festival du film de Locarno.

## Synopsis
Dans l'Europe du XVIIe siècle, une cantinière lutte de toute ses forces pour maintenir en vie ses enfants tandis qu'elle poursuit les multiples armées se battant durant la guerre de Sept Ans en vendant aussi bien des marchandises que son corps aux soldats.

## Distribution
- Helene Weigel : Mère Courage (de)
- Ekkehard Schall : Eilif
- Heinz Schubert : Schweizerkas (de)
- Angelika Hurwicz : Kattrin (de)
- Willi Schwabe : officier recruteur
- Gerhard Bienert : sergent
- Ernst Busch : cuisinier
- Norbert Christian : commandant suédois
- Wolf Kaiser : chapelain

## Réception
Henryk Keisch note dans le quotidien est-allemand Neues Deutschland que le film est une reproduction fidèle de la mise en scène  jouée déjà 400 fois au théâtre du Berliner Ensemble. Helmut Ullrich de Die Neue Zeit note que les expressions faciales sont dominantes en comparaison de la production scénique des mêmes acteurs.

## Autour du film
Bertolt Brecht avait dirigé sa pièce Mère Courage et ses enfants avec le Berliner Ensemble, avec Erich Engel, en 1949. Manfred Wekwerth est assistant de production de Brecht à partir de 1951. Après la mort de Brecht, le film est destiné à refléter fidèlement la pièce. Il est tourné en noir et blanc en 1960 et 1961, sous la direction de Wekwerth et Peter Palitzsch.
La première présentation du film a lieu le 10 février 1961 en présence d' Alexander Abusch, ministre de la culture, au cinéma berlinois Oranienburger Tor Lichtspiele. Le film est projeté simultanément dans 14 capitales régionales de la RDA, marquant le 63e anniversaire de Brecht. La première sortie en Allemagne de l'Ouest a lieu en octobre 1962 au Festival international du film de Mannheim-Heidelberg. Il sort dans les cinémas ouest-allemands le 12 mars 1965 et est recommandé en juin 1965 par le Jury der Evangelischen Filmarbeit (de) comme le meilleur film du mois. Il est ensuite diffusé par la Deutscher Fernsehfunk, la télévision de la RDA.